# Скюття, Наатан
Наатан Микаэль Скюття (фин. Naatan Mikael Skyttä; 7 мая 2002, Юлёярви) — финский футболист, полузащитник клуба «Дюнкерк».

## Клубная карьера
Наатан Скюття является воспитанником футбольной академии финского клуба «Ильвес». С 2018 года футболист выступал в основе клуба.
В феврале 2021 года футболист перешел во французскую «Тулузу», подписав с клубом контракт до лета 2025 года. В апреле 2021 года Скюття дебютировал в первой команде «Тулузы» в матче Кубка Франции. Во Второй лиге Франции дебютировал 24 июля 2021 года против «Аяччо» (2:2).
В августе 2022 года Скюття был отправлен в аренду в норвежский «Викинг», где выступал до конца сезона в чемпионате Норвегии. А в январе 2023 года также на правху аренды футболист присоединился к датскому «Оденсе». В мае того же года Наатан вернулся в «Тулузу». И уже в том году стал победителем Кубка Франции

## Карьера в сборной
С 2020 года Скюття выступает в молодёжной сборной Финляндии.

## Достижения
«Ильвес»
- Обладатель Кубка Финляндии: 2019

«Тулуза»
- Победитель Второй лиги Франции: 2021/22
- Обладатель Кубка Франции: 2022/23